# N.W.O. (песня Ministry)
«N.W.O.» (акроним от англ. New World Order — «новый мировой порядок») — песня американской индастриал-метал-группы Ministry, открывающий трек её пятого студийного альбома Psalm 69: The Way to Succeed and the Way to Suck Eggs; второй сингл из этого альбома, изданный в июле 1992 года и ставший наиболее успешным в карьере группы, достигнув 11-й позиции в хит-параде Hot Modern Rock Tracks журнала Billboard. В 1993 году песня была номинирована на премию «Грэмми» в категории «Лучшее метал-исполнение».

## Обзор
Песня — протест против тогдашнего президента США Джорджа Буша-ст.; в песню были включены семплированные реплики из его речей; на одном из моментов видеоклипа, поставленного Питером Кристоферсоном, в кадре появляется актёр с карикатурной головой Буша-старшего. Помимо этого, в видеоклипе показаны сцены полицейского насилия и массовых беспорядков: как постановочных, так и настоящих.

### Использованные семплы
Помимо семплов из речей Джорджа Буша-старшего (см. выше), в песню вошли семплы из фильма «Апокалипсис сегодня»: реплика фотожурналиста (героя Денниса Хоппера), встречающего патрульный катер; звук сирены из этой же сцены, ритмично наложенный на протяжении всей песни; закольцованный гитарный проигрыш, звучащий из радиоприёмника в сцене сражения с партизанами Вьетконга у моста.

### Использование в поп-культуре
Видеоклип на песню вошёл в одиннадцатый и двадцать пятый эпизоды второго сезона мультсериала «Бивис и Баттхед». Также в мультсериал попала песня «Just One Fix» с этого же альбома Psalm 69, хотя в случае обеих песен наименование альбома ошибочно указывается как Psalms 69.
В видеоклипе были использованы сцены с участием монстра Гезоры из фильма «Йог: Монстр из космоса» и гигантской черепахи Гамеры из одноимённой франшизы.
«N.W.O.» вошла в саундтрек фильма «Параллельный мир»; также она появлялась в игре Need for Speed: The Run.

## Список композиций
| №  | Название                      | Авторы                   | Длительность |
| -- | ----------------------------- | ------------------------ | ------------ |
| 1. | «N.W.O.» (Album Edit)         | Эл Йоргенсен, Пол Баркер | 4:40         |
| 2. | «Fucked»                      | Баркер, Хоуи Бено        | 5:06         |
| 3. | «N.W.O.» (Extended Dance mix) |                          | 8:11         |

## Участники записи

### Ministry
- Эл Йоргенсен — вокал и электрогитары (треки 1, 3), программирование, сопродюсер (под псевдонимом Hypo Luxa)
- Пол Баркер[англ.] — бас-гитара (треки 1, 3), программирование, сопродюсер (под псевдонимом Hermes Pan)

### Дополнительные музыканты и персонал
- Билл Рифлин — ударные (треки 1, 3)
- Майк Скачча[англ.] — электрогитара (треки 1, 3)
- Хоуи Бено — программирование, редактирование
- Пол Манно — ремикширование
- Пол Элледж — дизайн обложки